# Strempt
Strempt ist ein Ort in der Eifel, der zur Stadt Mechernich im Kreis Euskirchen in Nordrhein-Westfalen gehört.

## Geschichte

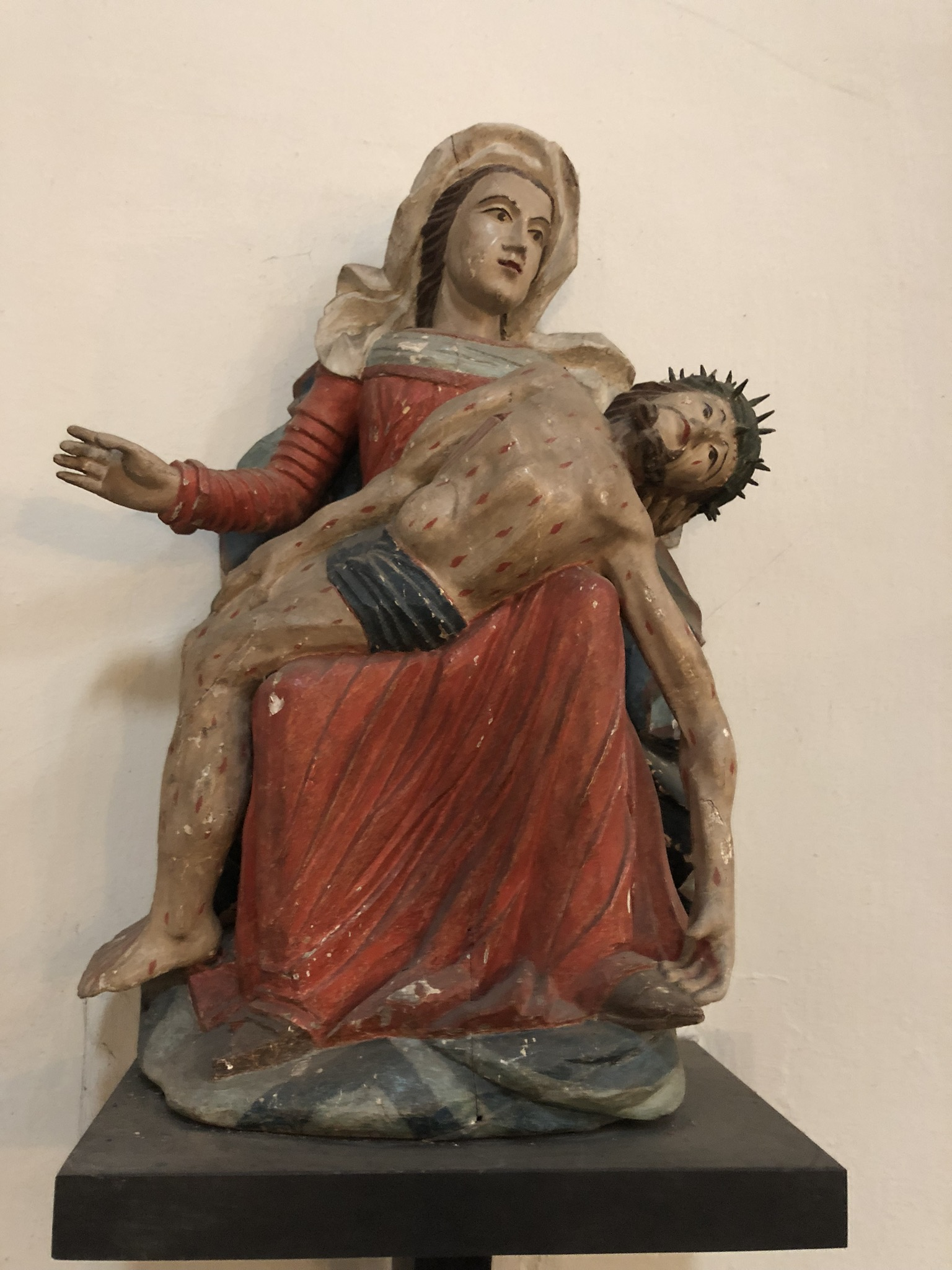
Strempter Pieta

Strempt ist ein ehemaliges Bergarbeiterdorf, das westlich von Mechernich liegt. Zwischen Strempt und Roggendorf lag das Haus Rath. Strempt bildete seit dem 19. Jahrhundert eine Gemeinde in der Bürgermeisterei Vussem des Kreises Schleiden. Die Gemeinde Strempt wurde 1914 in die Gemeinde Mechernich eingegliedert.
In Strempt steht die turmlose katholische Kirche St. Rochus, in der es eine Holzpieta aus dem 15. Jahrhundert gibt. Damit ist diese eine der ältesten Figuren im Stadtgebiet Mechernich.

## Verkehr
Die VRS-Buslinie 897 der Firma Karl Schäfer Omnibusreisen verbindet den Ort mit Mechernich und Voißel. Die Fahrten verkehren überwiegend als TaxiBusPlus im Bedarfsverkehr. Zusätzlich verkehren einzelne Fahrten der auf die Schülerbeförderung ausgerichteten Linien 893 und 898. 
| Linie | Betreiber        | Verlauf |
| ----- | ---------------- | --- |
| 893   | Schäfer          | Kommern – Kommern-Süd – Katzvey – (Burgfey –) Mechernich Stiftsweg → Mechernich Bf (→ Roggendorf → Denrath → Strempt → Mechernich Bf)                                                                             |
| 897   | Kreis EU/Schäfer | MiKE (außer im Schülerverkehr): (Roggendorf – Denrath – Wallenthal –) Voißel – Wielspütz – Bergbuir – Bleibuir – Bescheid – Lückerath – Schützendorf – (Denrath –) Strempt – Mechernich Bf – Mechernich Stiftsweg |
| 898   | Schäfer          | Wallenthal ← Scheven ← Kalenberg – (Scheven → Wallenthal →) / (→ Strempt → Lückerath) – Denrath – Roggendorf – Mechernich Bf → Mechernich Feytal                                                                  |

## Aktionen
Bundesweite Aufmerksamkeit erregte Strempt mit der Aktion „Gallisches Dorf“, einer symbolischen Volksabstimmung über die geplante EU-Verfassung am 13. Juni 2004, dem Tag der Wahl zum Europäischen Parlament.